# Codman & Shurtleff

Logo

Codman & Shurtleff ist ein US-amerikanisches Tochterunternehmen von Johnson & Johnson und stellt Pharmaprodukte und chirurgische Instrumente her. Es wurde 1838 als Benjamin S. Codman & Company in Boston gegründet und ist damit wahrscheinlich der älteste Medizinprodukte-Hersteller der Welt. Heute werden mehr als 800 Mitarbeiter beschäftigt.
1842 baute Codman die Narkosemaske für die erste Narkose. Etwa bis in die 1960er Jahre war das Unternehmen ein reiner Hersteller von chirurgischen Instrumenten, danach hat man sich immer stärker der Neurochirurgie zugewendet.
Seit 1964 gehört die Codman & Shurtleff, Inc. zu Johnson & Johnson.
Heute ist das Unternehmen Codman das weltweit führende für Herstellung und Vertrieb von Produkten für die Neurochirurgie. Das Portfolio reicht von Shuntsystemen zur Versorgung von Hydrocephalus-Patienten über Monitore zur multimodalen Hirngewebsüberwachung, Plattensystemen und pneumatischen Hochgeschwindigkeitsbohrsystemen bis hin zu bipolaren Koagulationssystemen für die Neurochirurgie. Das historische Erbe wird mit der Sparte Chirurgische Instrumente aber ebenfalls weitergeführt. Insgesamt bietet Codman inzwischen rund 4000 verschiedene Artikel an.
Mit Hilfe von voll-implantierbaren Medikamentenpumpen ist Codman seit Sommer 2001 auch im Bereich der Schmerz- und Spastiktherapie tätig. Hierzu bietet Codman sowohl die gasdruckgetriebene Constantflowpumpe Archimedes, als auch die gasdruckgetriebene programmierbare Pumpe Medstream an.
Die Produkte von Codman werden in Deutschland durch die Johnson & Johnson Medical GmbH vertrieben.